# Lung
Lung (nepalski: लुङ) – gaun wikas samiti w zachodniej części Nepalu w strefie Rapti w dystrykcie Pyuthan. Według nepalskiego spisu powszechnego z 2001 roku liczył on 837 gospodarstw domowych i 4088 mieszkańców (2249 kobiet i 1839 mężczyzn).